# Mirandia australis
Mirandia australis är en spindelart som beskrevs av Badcock 1932. Mirandia australis ingår i släktet Mirandia och familjen hoppspindlar. Inga underarter finns listade i Catalogue of Life.